# 山田斂
山田 斂（やまだ おさむ、1865年10月8日（慶応元年8月19日）- 1941年（昭和16年）12月20日）は、日本の地主、農政家、政治家。貴族院多額納税者議員。

## 概要
越前国坂井郡一本田村（福井県坂井郡丸岡町を経て現坂井市）で、豪農・山田穣の長男として生まれた。1888年（明治21年）明治法律学校（現明治大学）卒業。父の死去に伴い1892年（明治25年）家督を相続した。
1892年、高椋村会議員に選出され、坂井郡会議員も務めた。1897年（明治30年）に福井県会議員に就任したが1期で引退した。1918年（大正7年）9月29日、貴族院多額納税者議員に就任し、農政懇談会幹事として議員立法の農会法（大正11年4月12日法律第40号）の成立に尽力した。在任中は研究会に所属し、1925年（大正14年）9月28日まで務めた。
1895年（明治28年）坂井郡農会が設立され、同会長に就任し終生在任した。1909年（明治42年）興農信用組合を設立し、小作人に営農資金の貸付を行った。福井県農会副会長、同会長、帝国農会議員などを務め、小作制度、農業金融などの課題の解決に尽力した。
太平洋戦争開戦時は、県農会長として食糧増産を推進した。1941年死去。76歳。

## 著作
- 『興農管見』山田斂、1901年。
- 『晩成園随筆』帝国農会、1942年。
- 編『興農会事業一班』山田斂、1913年。